# ساوان (شوي بانة)
ساوان (بالفارسية: ساوان) هي قرية تقع في إيران في البلدة المركزية. يقدر عدد سكانها بـ 1,055 نسمة .